# Eli Manning
Elisha Nelson, conegut amb el nom d’Eli Manning (3 de gener de 1981) és un quarterback de futbol americà dels New York Giants de la National Football League. És fill d'Archie Manning i Olivia Manning i germà petit de Peyton Manning que va jugar al futbol a la Universitat de Tennessee i Cooper Manning. Va jugar futbol americà universitari a la Universitat de Mississipi després d'assistir a l'escola preparatòria a Isidore Newman School a Nova Orleans. Va ser escollit com a primera selecció global al Draft 2004 de la NFL dels San Diego Chargers, però immediatament fou contractat pels Giants, amb els quals va guanyar el premi al jugador més valuós en la Super Bowl XLII el 3 de febrer de 2008.